# Táowù
Le táowù (檮杌, « tronc trembleur ») est une créature légendaire qui apparaît dans la  mythologie chinoise, où il est considéré comme l'un des quatre périls. En japonais, il est désigné sous les noms de togotsu ou tokotsu.

## Mentions dans la littérature
L’une des premières mentions de la créature, est dans le shényìjīng (神異経) où elle est décrite de la manière suivante : "À l’ouest, dans les terres sauvages, vit une bête. Elle ressemble à un tigre, avec une fourrure semblable à celle d’un chien de deux pieds de long. Elle a un visage humain, des pattes de tigre et des défenses de porc. Sa queue mesure dix-huit pieds de long et elle perturbe la tranquillité du désert. On l’appelle le Taowu" .
La créature est mentionnée une nouvelle fois, dans le "Zuo Ehuan : " A un moment, le clan Zhuanxu comptait parmi ses enfants, un idiot sans talent. Même si vous vouliez lui enseigner quoi que ce soit et qui vous le réprimandiez sévèrement, vous ne pourriez rien en faire et il ne peut pas prononcer de bonnes paroles. C’est pourquoi, les habitants ici bas, le désignent sous le nom de táowù'.

## Éponyme
L'objet transneptunien (471325) Taowu est nommé d'après cette créature.